# Elliott Northcott

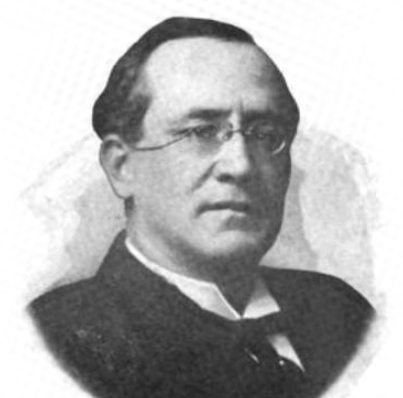
Elliott Northcott (1916)

Elliott Northcott (* 26. April 1869 in Clarksburg, West Virginia; † 3. Januar 1946 in Arcadia, Florida) war ein US-amerikanischer Jurist und Diplomat. Er war Gesandter der Vereinigten Staaten in mehreren Staaten; nach seiner Berufung durch Präsident Calvin Coolidge fungierte er von 1927 bis 1939 als Bundesrichter am Bundesberufungsgericht für den vierten Gerichtskreis.

## Werdegang
Elliott Northcott war der Sohn von Robert Sanders Northcott, einem Brevet-Brigadegeneral der Union im Bürgerkrieg. Sein älterer Bruder William schlug eine politische Laufbahn ein und wurde unter anderem Vizegouverneur von Illinois. Der jüngere Northcott-Bruder studierte an der Law School der University of Michigan und schloss 1891 seine Ausbildung zum Rechtsanwalt ab, woraufhin er in diesem Beruf praktizierte. Von 1897 bis 1898 amtierte er als städtischer Prozessanwalt in Huntington, anschließend bis 1905 als stellvertretender Bundesstaatsanwalt für den südlichen Distrikt von West Virginia. Danach stieg er zum leitenden Bundesstaatsanwalt in diesem Bezirk auf. Diese Position hatte er erstmals von 1905 bis 1909 inne, später dann noch einmal zwischen 1922 und 1927.
Ab 1900 war Northcott als Mitglied der Republikanischen Partei auch politisch aktiv. Er gehörte bis 1908 dem State Executive Committee der Partei an, wobei er ab 1904 den Vorsitz der Republikaner auf Staatsebene übernahm. Ein Wahlamt bekleidete er nicht. Am 23. April 1909 ernannte US-Präsident William Howard Taft ihn zum amerikanischen Gesandten in Kolumbien, woraufhin er diesen Posten am 13. August desselben Jahres antrat. Er blieb bis September 1910 in Bogotá; in der Folge hatte er die Leitung der Gesandtschaft in Nicaragua (Februar bis Juni 1911) und Venezuela (Februar 1912 bis Juni 1913) inne. Er kehrte dann nach West Virginia zurück und betrieb zunächst wieder eine private Praxis.
Am 6. April 1927 wurde Northcott durch Präsident Coolidge als Nachfolger von John Carter Rose zum Richter am United States Court of Appeals for the Fourth Circuit mit Zuständigkeit für die Bundesstaaten Maryland, North Carolina, South Carolina, Virginia und West Virginia ernannt. Da sich der Kongress in der Sitzungspause befand, wurde dafür ein Recess Appointment genutzt. Die formale Nominierung erfolgte am 6. Dezember desselben Jahres, woraufhin der Senat der Vereinigten Staaten Northcotts Ernennung neun Tage später bestätigte und dieser sein Amt unmittelbar darauf offiziell antreten konnte. Am 15. Oktober 1939 wechselte er in den Senior Status und ging damit faktisch in den Ruhestand. Sein Sitz fiel an Armistead Mason Dobie.
Elliott Northcott verstarb am 3. Januar 1946 in einem Krankenhaus in Arcadia an den Folgen einer Lungenentzündung. Er wurde auf dem Spring Hill Cemetery in Huntington beigesetzt.